# Shakespeare Wallah
Shakespeare Wallah is een Amerikaans-Indiase dramafilm uit 1965 onder regie van James Ivory.

## Verhaal
Een Brits toneelgezelschap trekt door India om er stukken op te voeren in afgelegen dorpjes. Zij doen dat om genoeg geld bijeen te zamelen om de terugreis naar Groot-Brittannië te kunnen betalen.

## Rolverdeling
| Acteur          | Personage              |
| --------------- | ---------------------- |
| Shashi Kapoor   | Sanju                  |
| Felicity Kendal | Lizzie Buckingham      |
| Geoffrey Kendal | Tony Buckingham        |
| Laura Liddell   | Carla Buckingham       |
| Madhur Jaffrey  | Manjula                |
| Utpal Dutt      | Maharaja               |
| Praveen Paul    | Didi                   |
| Prayag Raj      | Sharmaji               |
| Pinchoo Kapoor  | Guptaji                |
| Jim D. Tytler   | Bobby                  |
| Hamid Sayani    | Broer van de directeur |
| Marcus Murch    | Dandy                  |
| Partap Sharma   | Aslam                  |